# Mińsk Mazowiecki (gemeente)

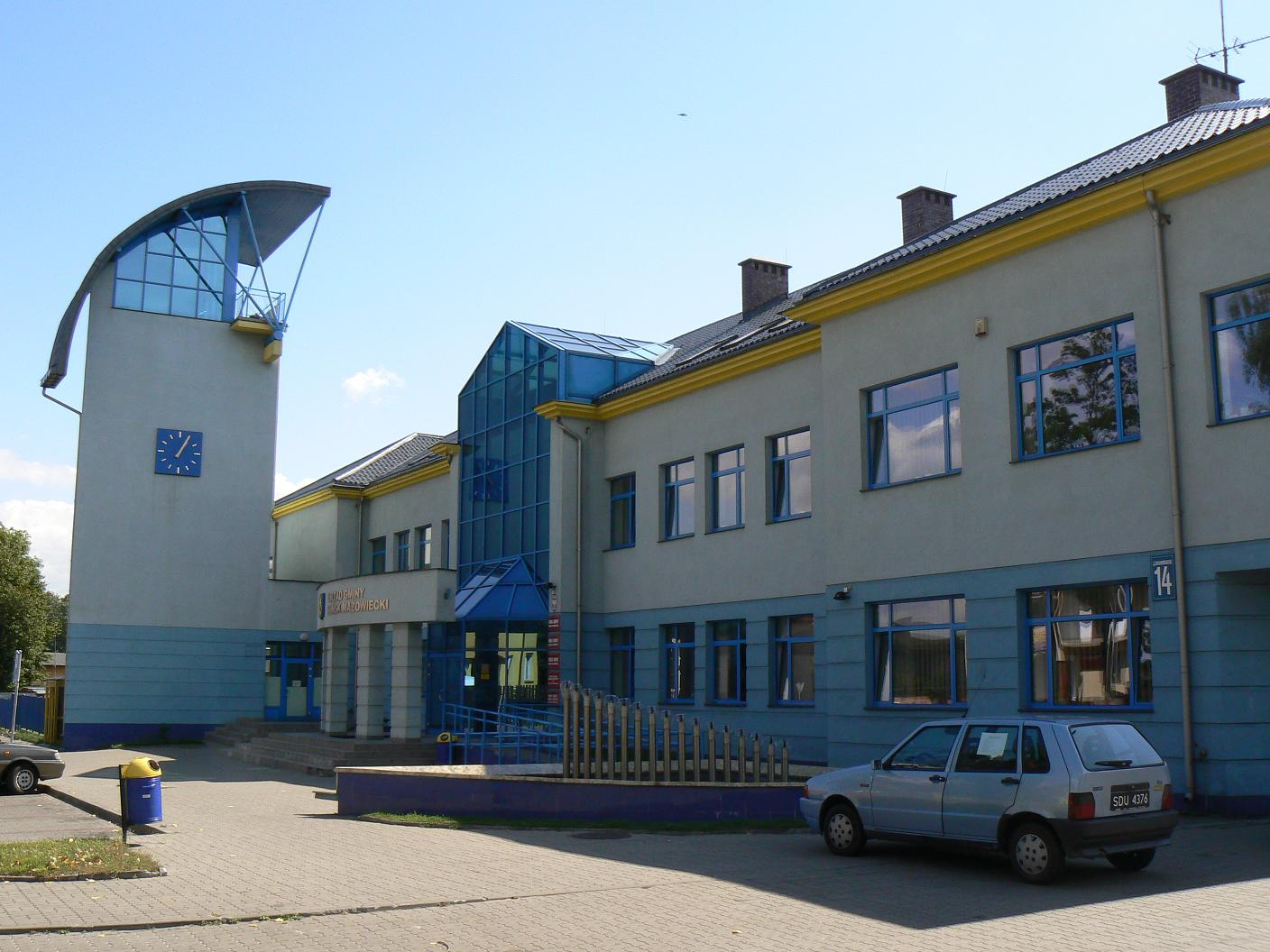
Gemeentehuis

De gemeente Wiejska Mińsk Mazowiecki is een landgemeente in woiwodschap Mazovië, in powiat Miński.
De zetel van de gemeente is in Mińsk Mazowiecki.
Op 30 juni 2004 telde de gemeente 12 780 inwoners.

## Oppervlakte gegevens
In 2002 bedroeg de totale oppervlakte van gemeente Mińsk Mazowiecki 112,28 km², waarvan:
- agrarisch gebied: 66%
- bossen: 22%

De gemeente beslaat 9,64% van de totale oppervlakte van de powiat.

## Demografie
Stand op 30 juni 2004:
| Omschrijving                   | Totaal | Totaal | Vrouwen | Vrouwen | Mannen | Mannen |
| ------------------------------ | ------ | ------ | ------- | ------- | ------ | ------ |
| eenheid                        | aantal | %      | aantal  | %       | aantal | %      |
| inwoners                       | 12 780 | 100    | 6369    | 49,8    | 6411   | 50,2   |
| bevolkingsdichtheid (inw./km²) | 113,8  | 113,8  | 56,7    | 56,7    | 57,1   | 57,1   |

In 2002 bedroeg het gemiddelde inkomen per inwoner 1168,4 zł.

## Plaatsen
Anielew, Arynów, Barcząca, Borek Miński, Brzóze, Budy Barcząckie, Budy Janowskie, Chmielew, Chochół, Cielechowizna, Dłużka, Dziękowizna, Gamratka, Gliniak, Grabina, Grębiszew, Huta Mińska, Ignaców, Iłówiec, Janów, Józefów, Karolina, Kluki, Królewiec, Maliszew, Marianka, Mikanów, Niedziałka Druga, Nowe Osiny, Osiny, Podrudzie, Prusy, Stara Niedziałka, Stare Wiktorowo, Stare Zakole, Stojadła, Targówka, Tartak, Wólka Iłówiecka, Wólka Mińska, Zakole-Wiktorowo, Zamienie, Żuków.

## Aangrenzende gemeenten
Cegłów, Dębe Wielkie, Jakubów, Kołbiel, Mińsk Mazowiecki, Siennica, Stanisławów, Wiązowna